# Rabotschi
Rabotschi (dt. Der Arbeiter) war eine bolschewistische Tageszeitung, die als Zentralorgan der SDAPR vom 25. August/7. September bis 2./15. September 1917 als die unter dieser Bezeichnung von der  Provisorischen Regierung verfolgte Zeitung Prawda in Petrograd herausgegeben wurde.
Es erschienen zwölf Nummern. Am 28. und 29. August (10. September und 11. September) sowie am 1./14. September erschien die Rabotschi zweimal als Extrablatt. Die Auflagenhöhe betrug 50.000 Exemplare.
Das Redaktionskollegium war das gleiche wie das der Zeitung Proletari. Die Zeitung druckte Lenins Artikel Politische Erpressung, „Resolutionen auf dem Papier“, „Über die Stockholmer Konferenz“, „Aus dem Tagebuch eines Polizisten“ u. a. Am 2. September verbot die provisorische Regierung die Rabotschi.
Am darauf folgenden Tag erschien die Prawda unter dem neuen Namen Rabotschi Put.